# Сухі ліси Нової Каледонії
Сухі ліси Нової Каледонії (ідентифікатор WWF: AA0202) — австралазійський екорегіон тропічних та субтропічних сухих широколистяних лісів, розташований на Новій Каледонії.

## Географія
Екорегіон сухих лісів Нової Каледонії охоплює західні схили острова Гранд-Тер, найбільшого острова в архіпелазі Нова Каледонія. Нова Каледонія є заморським володінням Франції. Вона розташована на півдні Меланезії, за 1200 км на схід від Австралії та за 1500 км на північний захід від Нової Зеландії. 
Острів Нова Каледонія або Гранд-Тер простягається на 400 км з північного заходу на південний схід, а його ширина становить 40-60 км. Він має гористий рельєф: вздовж всього острова простягається Центральний хребет, висота якого не перевищує 1500 м над рівнем моря, за винятком двох найвищих вершин — Паньє (1628 м) на півночі та гори Гумбольдта (1618 м) на півдні. Західні схили Нової Каледонії, що лежать у дощовій тіні Центрального хребта, є частиною екорегіону сухих лісів Нової Каледонії, а решта острова — екорегіону дощових лісів Нової Каледонії. Нумеа, столиця та найбільше місто Нової Каледонії, розташоване на більш посушливому західному узбережжі острова.
На відміну від більшості відносно молодих островів Океанії, які мають вулканічне походження, Нова Каледонія є частиною Зеландії — фрагменту стародавнього суперконтиненту Гондвана. Зеландія відокремилася від Австралії 85-60 мільйонів років тому, однак була майже повністю затоплена водами Тихого океану приблизно 23 мільйони років тому. Нова Каледонія є вершиною підводного Норфолцького хребта, який поєднує її з Новою Зеландією. На острові досі зустрічається багато ендемічних видів, родів і навіть родин рослин та тварин, які мають реліктове гондванське походження.
Ізоляція та давність Нової Каледонії є не єдиними факторами, що сприяють різноманітності флори регіону. Ще одним фактором є надзвичайне різноманіття ґрунтів екорегіону. На приблизно третині острова поширені кислі ультраосновні ґрунти, що утворилися з ультраосновних гірських порід, бідних на поживні речовини, однак багатих на токсичні для більшості рослин важкі метали, такі як нікель, магній, хром та марганець. Рослини протягом мільйонів років були змушені пристосовуватися до несприятливих ґрунтових умов, і небагато чужорідних рослин здатні конкурувати з такими пристосованими видами.

## Клімат
На заході Нової Каледонії переважає саванний клімат (Aw за класифікацією кліматів Кеппена) або мусонний клімат (Am за класифікацією кліматів Кеппена). Гори центрального хребта блокують вологу, що надходить з Тихого океану завдяки східним пасатам, утворюючи дощову тінь. Опадів в екорегіоні випадає набагато менше, ніж на сході острова, в середньому 1200 мм на рік, однак у деякі посушливі роки їх кількість може становити лише 250 мм. З листопада по березень на Новій Каледонії триває спекотний та вологий сезон, коли середня температура становить 27-30 °C, а з червня по серпень — прохолодний сухий сезон, коли температура опускається до 20-23 °C.

## Флора
Основними рослинними угрупованнями екорегіону є сухі склерофільні ліси, які колись вкривали більшу частину низовин на західному узбережжі Нової Каледонії, на висоті до 300 м над рівнем моря. Дерева в цих густих лісах досягають 5-15 м заввишки та вкриті численними ліанами, а в густому підліску переважають чагарники та трав'янисті рослини. У сухих лісах регіону зазвичай домінують гаякові акації (Acacia spirorbis), а інтродуковані сизі левкени (Leucaena leucocephala) часто виступають як співдомінантиний вид. Серед інших поширених в екорегіоні дерев слід відзначити різні види кантіумів (Canthium spp.), гарденій (Gardenia spp.), сирних дерев (Pittosporum spp.), додоней (Dodonaea spp.) та премн (Premna spp.), а також різноманітних представників родини Вербенові (Verbenaceae). У прибережних районах, серед стабілізованих піщаних дюн, сухі ліси переходять у насадження саговників Зеемана (Cycas seemannii) — єдиних голонасінних рослин, типових для екорегіону.
Загалом в екорегіоні зустрічається 407 місцевих видів рослин, 243 з яких є ендеміками Нової Каледонії, а 60 — ендеміками сухих лісів екорегіону. Флористичне різноманіття та рівень ендемізму в регіоні є високими, однак нижчими, ніж у дощових лісах Нової Каледонії. Сухі ліси також відрізняються від вологих дощових лісів за видовим складом. Останні характеризуються найбільшим у світі різноманіттям голонасінних рослин, великою кількістю примітивних квіткових рослин, зокрема панданів (Pandanus spp.) та представників родини Вінтерові (Winteraceae), а також великою кількістю ендемічних пальм (Arecaceae). У сухих лісах зустрічається лише один вид голонасінних рослин, і відсутні будь-які представники інших вищезазначених таксонів. Крім того, у сухих лісах екорегіону відсутні представники родин Амборелові (Amborellaceae), Онкотекові (Oncotheca) та Феллінові (Phelline), ендемічних для Нової Каледонії. Тим не менш, сухі ліси містять багато надзвичайно цікавих рослин, таких як ендемічні іксори Маргарити (Ixora margaretae) та терміналії Шер'є (Terminalia cherrieri).

## Фауна
Єдиними ссавцями, поширеними на Новій Каледонії, є рукокрилі, зокрема тихоокеанські крилани (Pteropus tonganus) та малі довгокрили (Miniopterus australis). Більшість ендемічних ссавців Нової Каледонії віддають перевагу дощовим лісам, однак деякі ендемічні рукокрилі, зокрема барвисті крилани (Pteropus ornatus) та новокаледонські щитокрили (Chalinolobus neocaledonicus), зустрічаються і в сухих лісах на заході острова.
Орнітофауна Нової Каледонії нараховує близько 140 видів птахів, з яких близько 30 видів є ендемічними або майже ендемічними. Більшість ендеміків острова зустрічаються в дощових лісах східного узбережжя або Центрального хребта, однак деякі ендемічні види, зокрема новокаледонські тілопо (Drepanoptila holosericea), новокаледонські пінони (Ducula goliath), новокаледонські яструби (Tachyspiza haplochrous), новокаледонські медовички (Myzomela caledonica), новокаледонські свистуни (Pachycephala caledonica), строкатоволі віялохвістки (Rhipidura verreauxi), новокаледонські ворони (Corvus moneduloides), новокаледонські кущавники (Cincloramphus mariae), малі шпаки-малюки (Aplonis striata) та новокаледонські папужники (Erythrura psittacea), також зустрічаються в сухих тропічних лісах західного узбережжя. Єдиними ендеміками Нової Каледонії, які віддають перевагу сухим тропічним лісам, є жовточереві гвінейниці (Cryptomicroeca flaviventris). Раніше в екорегіоні також були поширені ендемічні новокаледонські ночнарі (Eurostopodus exul) та новокаледонські триперстки (Turnix novaecaledoniae), однак наразі вони, ймовірно, вимерли.

## Збереження
Сухі тропічні ліси перебувають під загрозою зникнення у всьому світі, і Нова Каледонія не є винятком. Лише близько 2 % лісів екорегіону, загальна площа яких становить 10 000 га, є відносно незайманими, тоді як решта сухих лісів була знищена та перетворена на луки, поселення та сільськогосподарські угіддя. Оскільки незайманих лісів залишилося так мало, їхні ізольовані рештки вразливі до природних порушень, пожеж та поширення інтродукованих видів рослин і тварин, зокрема пацюків, кішок, собак та свиней, а також малих вогняних мурах (Wasmannia auropunctata), які загрожують популяціям місцевих плазунів та безхребетних.
Оцінка 2017 року показала, що 2451 км², або 59 % екорегіону, є заповідними територіями. Природоохоронні території включають: Національний парк Західного узбережжя та Парк Уен-Торо.